# Fredrik Henrik av Oranien
Fredrik Henrik, född 29 januari 1584 i Delft, död 14 mars 1647 i Haag, var prins av Oranien.
Fredrik Henrik av Oranien varar son till Vilhelm I av Oranien och Louise de Coligny. Han efterträdde 1625 sin bror Moritz som ståthållare av Republiken Förenade Nederländerna.

## Biografi
Fredrik Henrik föddes sex månader innan hans far mördades, och erhöll av sin mor en god uppfostran. Under broderns ledning deltog han tidigt i kriget mot Spanien och visade betydande fältherreskicklighet och diplomatisk förslagenhet. Vid brodern Moritz död 1625 efterträdde han honom som ståthållare i fem av de nederländska provinserna, och ledde med kraft och klokhet befrielsekriget. Särskilt blev han berömd för sina framgångsrika belägringar. Fredrik Henrik anslöt sig i utrikespolitiken nära till Frankrike, och han förde en moderat inrikespolitik och försökte framför allt utjämna de rådande religiösa partistridigheterna.
Fredrik Henrik åtnjöt ett högt anseende, sonen Vilhelm II av Oranien utsågs tidigt till hans efterträdare, och det fanns planer på att förvandla fristaten till en ärftlig monarki inom huset Oranien. De sista åren sjönk dock hans makt, då hans hälsa försvagades.
I hans högkvarter hade fältherrar som Turenne, Karl X Gustav och Fredrik Vilhelm av Brandenburg i unga år fått militär utbildning.
Fredrik Henrik av Oranien var gift med Amalia av Solms-Braunfels, mor till hans efterträdare Vilhelm II och fyra döttrar.

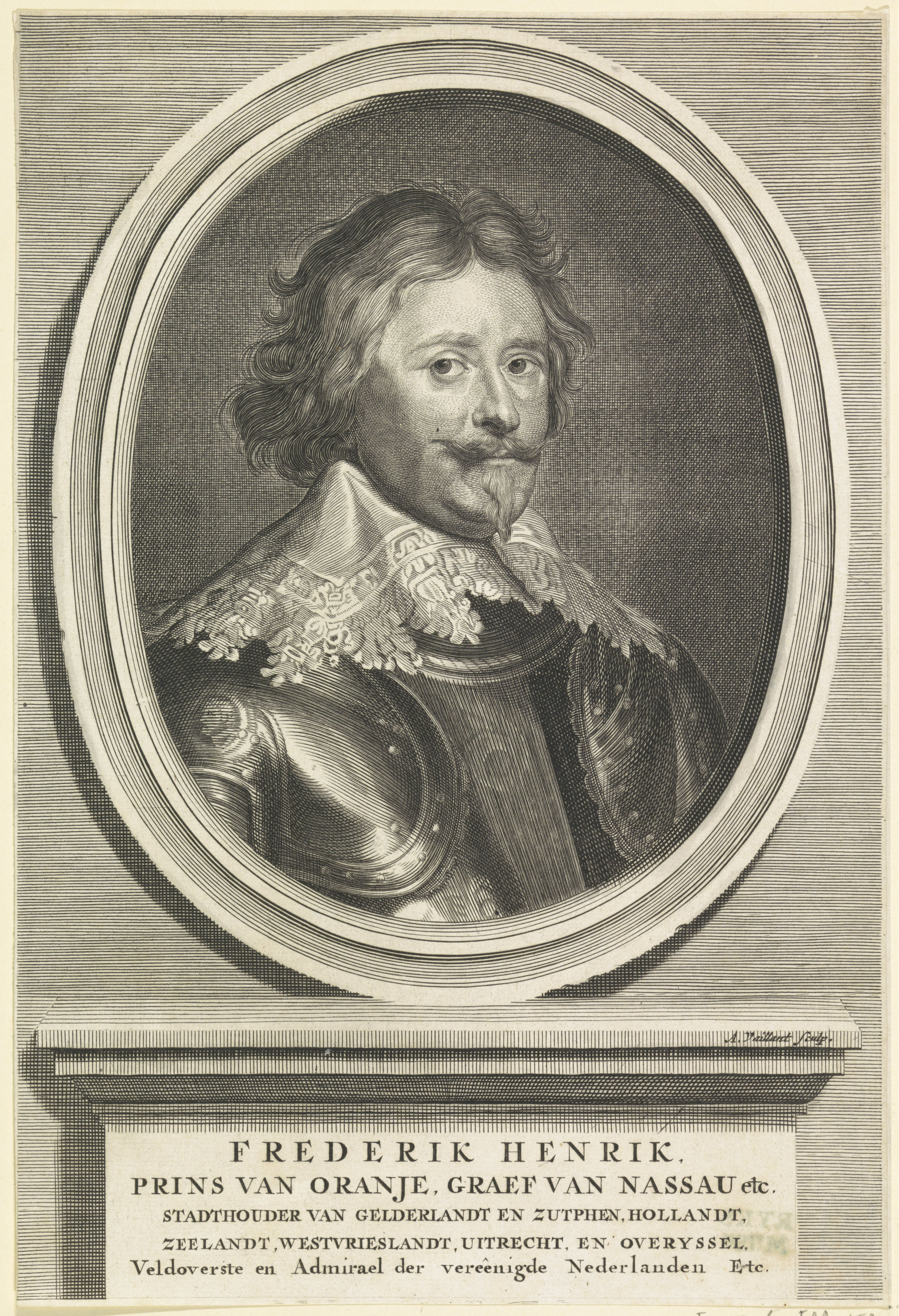
Fredrik Henrik, prins av Oranien på en gravyr av Andries Vaillant från omkring 1675–1693. Gravyr efter en oljemålning av Anthonis van Dyck.